# Tour de Pologne 1974
Tour de Pologne 1974 – 31 edycja wyścigu kolarskiego Tour de Pologne odbyła się w dniach 7–18 września 1974. Rywalizację rozpoczęło 96 kolarzy, a ukończyło 58. Łączna długość wyścigu – 1592,5 km.
Pierwsze miejsce w klasyfikacji generalnej zajął André Delcroix (Belgia - Ijsboerke-Colner), drugie Ludo Peters (Belgia - Ijsboerke-Colner), a trzecie Wojciech Matusiak (Arkonia Szczecin). 
Wyścig po raz pierwszy odbył się w formule open. Zaproszono ośmiu zawodowców z Belgii, którzy przyjechali pod wodzą słynnego Rika Van Looya. Wprowadzono po raz pierwszy kontrolę antydopingową, a dla uczczenia pamięci zasłużonego trenera reprezentacji, tragicznie zmarłego w 1973 Henryka Łasaka wprowadzono prolog "O Memoriał Henryka Łasaka", który miał się odbywać co roku o puchar redakcji "Trybuny Ludu". W wyścigu startowali najlepsi polscy kolarze z aktualnym mistrzem świata Januszem Kowalskim. Wyścig wygrał zaledwie 20-letni zawodowiec belgijski Delcroix głównie dlatego, że śmietanka polskiego kolarstwa walczyła głównie między sobą. Otwarcie mówiło się wówczas o konflikcie na linii Szozda-Szurkowski. Nieporozumienia znalazły się nawet w sztabie szkoleniowo-medycznym (Walkiewicz kontra Rusin). Do skandalu doszło na etapie do Kamiennej Góry, gdy niektórzy kolarze podczas ścigania się w myśl zasady "ja nie wygram, ale i tobie nie dam" przyjechali ze stratą ponad 14 minut do zwycięzcy, zatrzymując się na trasie ...na piwo (!!!). Nie wyciągnięto jednak z postawy niektórych zawodników żadnych konsekwencji, choć sugerowano (dla uzdrowienia atmosfery w peletonie) usunięcie po drugim etapie z wyścigu Szurkowskiego i Szozdy). Mógł to zrobić wówczas tylko prezes PZKol, ale przebywał wtedy w Bułgarii. Dopiero po jego powrocie podjęto decyzję o udzieleniu nagany za niewłaściwą postawę sportową podczas XXXI TdP wobec Mytnika, Szozdy i Szurkowskiego (cała trójka m.in. nie uczestniczyła w wyścigach zagranicznych do końca 1974 roku). Nagrodą główną dla zwycięzcy wyścigu był po raz pierwszy samochód Fiat 126p. Od tamtej pory corocznie, nagroda ta czekała dla tryumfatora Wyścigu Dookoła Polski. Sędzią głównym wyścigu był Janusz Dudziński.

## Etapy
| Etap      | Data        | Start - meta                           | Długość (km)            | Zwycięzca etapu      | Lider            |
| prolog    | 7 września  | Warszawa (prolog o Memoriał H. Łasaka) | 8,5                     | Tadeusz Mytnik       | Tadeusz Mytnik   |
| I etap    | 8 września  | Poznań – Rawicz                        | 108                     | Roman Wilczyński     | Roman Wilczyński |
| II etap   | 9 września  | Rawicz – Kamienna Góra                 | 179                     | André Delcroix       | André Delcroix   |
| III etap  | 10 września | Kamienna Góra – Brzeg                  | 180                     | Stanisław Szozda     | Ludo Peeters     |
| IV etap   | 11 września | Kościerzyce – Opole                    | 45 (jazda ind. na czas) | Florian Andrzejewski | Ludo Peeters     |
| V etap    | 12 września | Opole - Rybnik                         | 160                     | Willy Planckaert     | André Delcroix   |
| VI etap   | 13 września | Rybnik - Szczyrk                       | 151                     | Ryszard Szurkowski   | André Delcroix   |
| VII etap  | 14 września | Szczyrk - Oświęcim                     | 158                     | Mieczysław Nowicki   | Ludo Peeters     |
| VIII etap | 15 września | Oświęcim - Nowy Sącz                   | 170                     | Stanisław Szozda     | Ludo Peeters     |
| IX etap   | 16 września | Nowy Sącz - Mielec                     | 140                     | Stanisław Boniecki   | André Delcroix   |
| X etap    | 17 września | Mielec - Kraśnik                       | 160                     | Ludo Peeters         | André Delcroix   |
| XI etap   | 18 września | Kraśnik - Radom                        | 133                     | Ryszard Szurkowski   | André Delcroix   |

## Końcowa klasyfikacja generalna

### Klasyfikacja indywidualna
| Poz. | Zawodnik             | Kraj           | Zespół            | Czas (średnia km/h)       |
| ---- | -------------------- | -------------- | ----------------- | ------------------------- |
| 1.   | André Delcroix       | Belgia         | Ijsboerke-Colner  | 38h 43' 54" (41,103 km/h) |
| 2.   | Ludo Peeters         | Belgia         | Ijsboerke-Colner  | +00' 56"                  |
| 3.   | Wojciech Matusiak    | Polska         | Arkonia Szczecin  | +05' 04"                  |
| 4.   | Zbigniew Krzeszowiec | Polska         | Piast Gliwice     | +11' 41"                  |
| 5.   | Tadeusz Ochot        | Polska         | Gwardia Katowice  | +12' 05"                  |
| 6.   | Edward Barcik        | Polska         | LKS Zieloni Opole | +13' 26"                  |
| 7.   | Tadeusz Smyrak       | Polska         | Piast Nowa Ruda   | +14' 41"                  |
| 8.   | Jan Cerepan          | Czechosłowacja | Czechosłowacja    | +15' 49"                  |
| 9.   | Tadeusz Mytnik       | Polska         | Flota Gdynia      | +16' 41"                  |
| 10.  | Janusz Kowalski      | Polska         | Legia Warszawa    | +16' 46"                  |

### Klasyfikacja drużynowa
Klasyfikacji drużynowej nie przeprowadzono.

### Klasyfikacja najaktywniejszych
| 1. | Ryszard Szurkowski   | Polska | 87 pkt |
| 2. | Stanisław Szozda     | Polska | 68 pkt |
| 3. | Ludo Peeters         | Belgia | 51 pkt |
| 4. | Wojciech Matusiak    | Polska | 51 pkt |
| 5. | Florian Andrzejewski | Polska | 49 pkt |

### Klasyfikacja górska
| 1. | Ryszard Szurkowski   | Polska         | 27 pkt |
| 2. | Florian Andrzejewski | Polska         | 23 pkt |
| 3. | Stanisław Szozda     | Polska         | 21 pkt |
| 4. | Pavol Cambal         | Czechosłowacja | 19 pkt |
| 5. | Janusz Kowalski      | Polska         | 18 pkt |